# Psylliodes umbratilis
Psylliodes umbratilis es una especie de insecto coleóptero de la familia Chrysomelidae. Fue descrita en 1854 por Wollaston.